# Agonum gracilipes
Agonum gracilipes es una especie de escarabajo del género Agonum y familia Carabidae. Fue descrita científicamente por Duftschmid en 1812.
Esta especie se encuentra en Europa, a excepción de Andorra, Mónaco, Portugal, San Marino, España, Ciudad del Vaticano y varias islas europeas.